# Église Saint-Saturnin de Nagol
L'église Saint-Saturnin (catalan : església de Sant Serni) est une église construite en Andorre à Nagol (paroisse de Sant Julià de Lòria) dans le style roman,.

## Situation
Le village de Nagol est bâti à une altitude de 1 120 m au dessus de la vallée de la Valira. Nagol se situe à 3 km au nord-est de Sant Julià de Lòria. Le village est accessible par la route CS-120 débutant à Sant Julià et se poursuivant au delà jusqu'à Llumeneres et Certers (2,5 km). C'est au bord d'un lacet de cette route et légèrement au sud des habitations du village que se trouve l'église,. Elle s'élève sur un promontoire dominant toute la vallée.

## Histoire
L'église a été construite au XIe siècle et consacrée en 1055,. Des remaniements ont néanmoins eu lieu plus tardivement (XVIIe siècle et XVIIIe siècle) avec notamment l'ajout d'un porche,.

## Architecture

### Plan architectural
Le plan architectural est typique de l'architecture romane de l'Andorre : nef rectangulaire, abside semi-circulaire et clocher-mur,,. 
La porte d'entrée s'ouvre sur la façade sud. Elle est placée sous un porche et surmontée d'un arc en plein cintre. Le clocher mur surplombe quant à lui la façade ouest et comprend également deux arcs en plein cintre abritant les cloches. L'abside fait saillie extérieurement à l'est. Un petit cimetière est attenant à l'église.

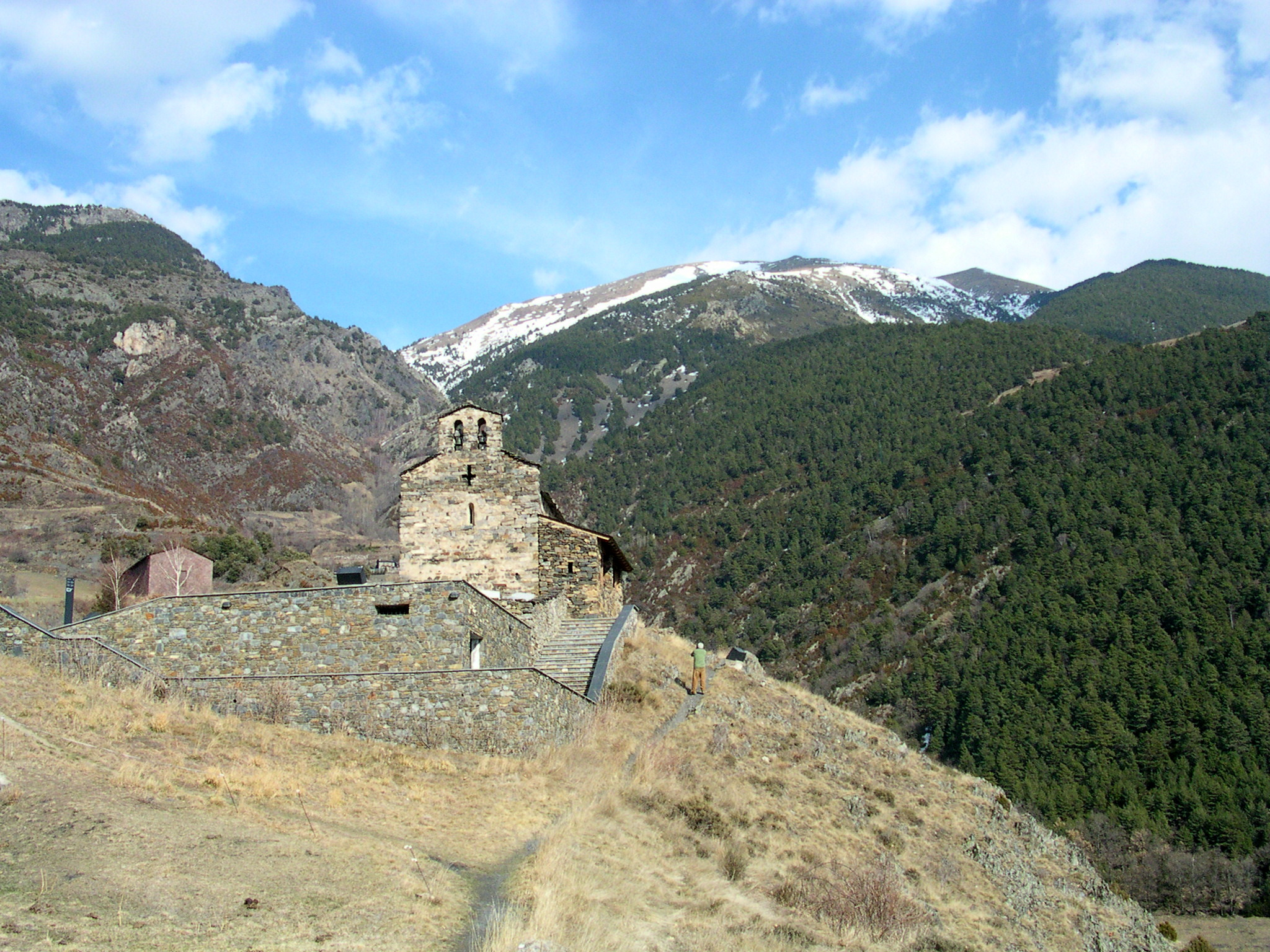
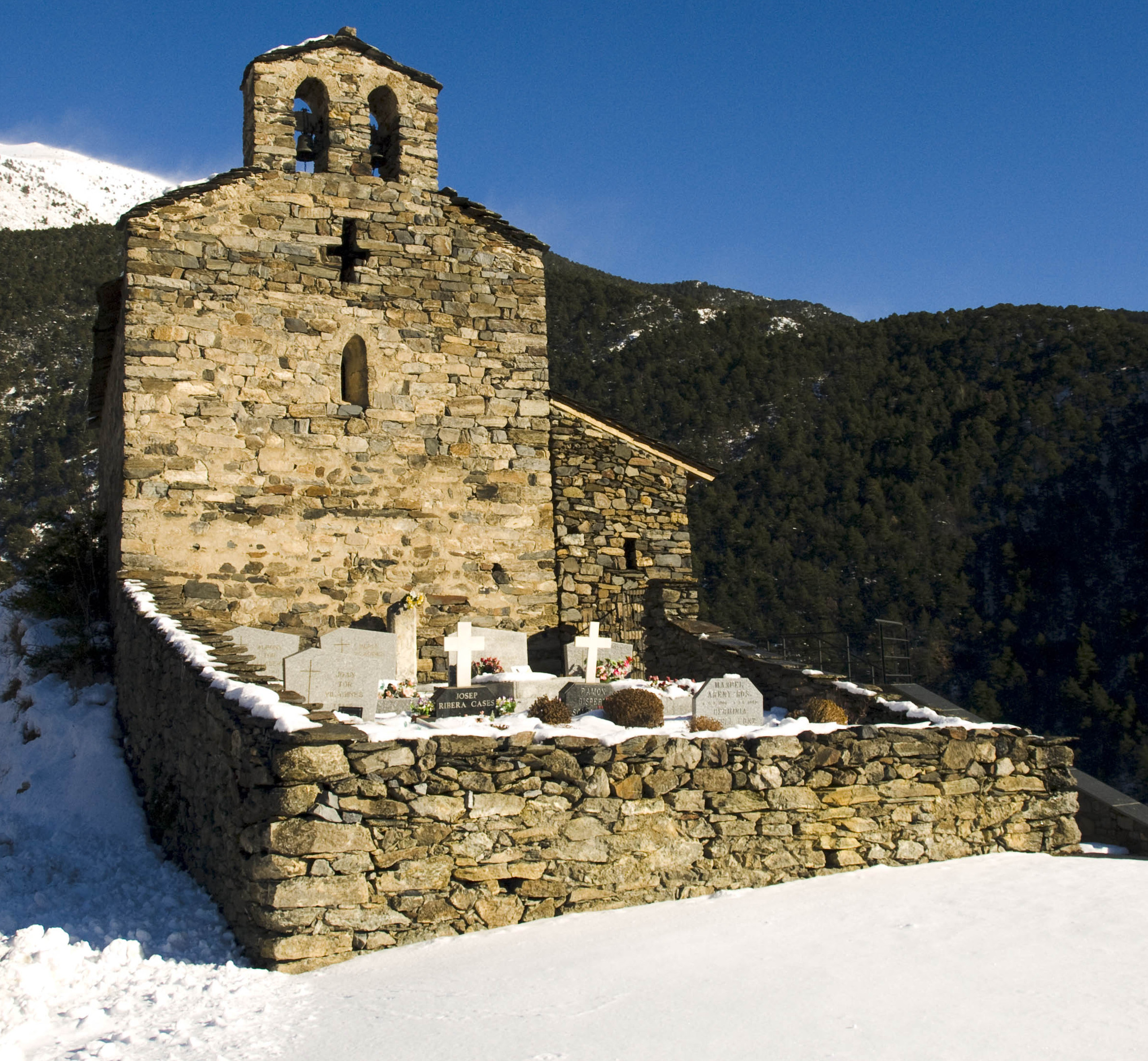
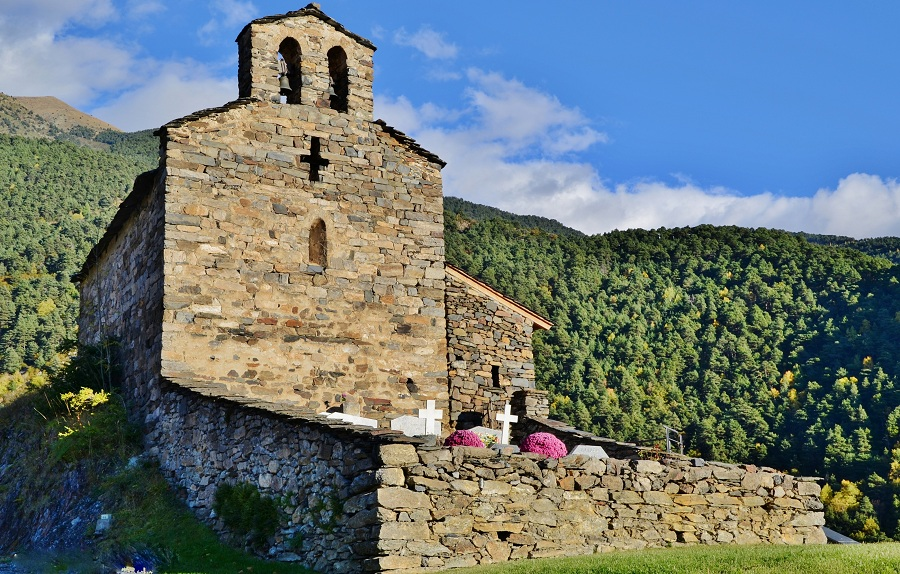

### Intérieur
L'intérieur abrite les peintures romanes les plus anciennes de la principauté d'Andorre. Celles-ci, découvertes en 1976, sont contemporaines de la construction de l'église et diffèrent nettement de par leur style des autres peintures du pays,. Elles apparaissent en effet plus primitives, marquées par l'art préroman, et sont à rapprocher de celles retrouvées dans l'église de Marmellar (El Montmell). Les peintures représentent notamment l'Agnus Dei (au sommet de l'arc donnant accès à l'abside où sont situées les peintures), des figures angéliques, (l'une d'elles apparaissant barbue pouvant correspondre en réalité à Jean le Baptiste) et des éléments symboliques liés au bien et au mal. Dans cette dernière catégorie on retrouve un aigle (pouvant correspondre à l'aigle de Jean, à une allégorie du Christ triomphant ou encore à l'aigle de l'Apocalypse) ainsi qu'une représentation de Saint Georges tuant le dragon. Cette dernière constitue de plus la plus ancienne trace de culte voué à Saint Georges de toute la Catalogne. 
Au moment de la re-découverte des peintures, des pièces de monnaie ont également été trouvées dans l'église. Celles-ci dataient uniquement du XVIe siècle et du XVIIe siècle et ont été frappées dans les environs : Urgell, Castellbò ou encore Vic. Enfin l'intérieur de l'église comprend un retable du XVe siècle ou du XVIe siècle dédié à Saint Sernin,.  

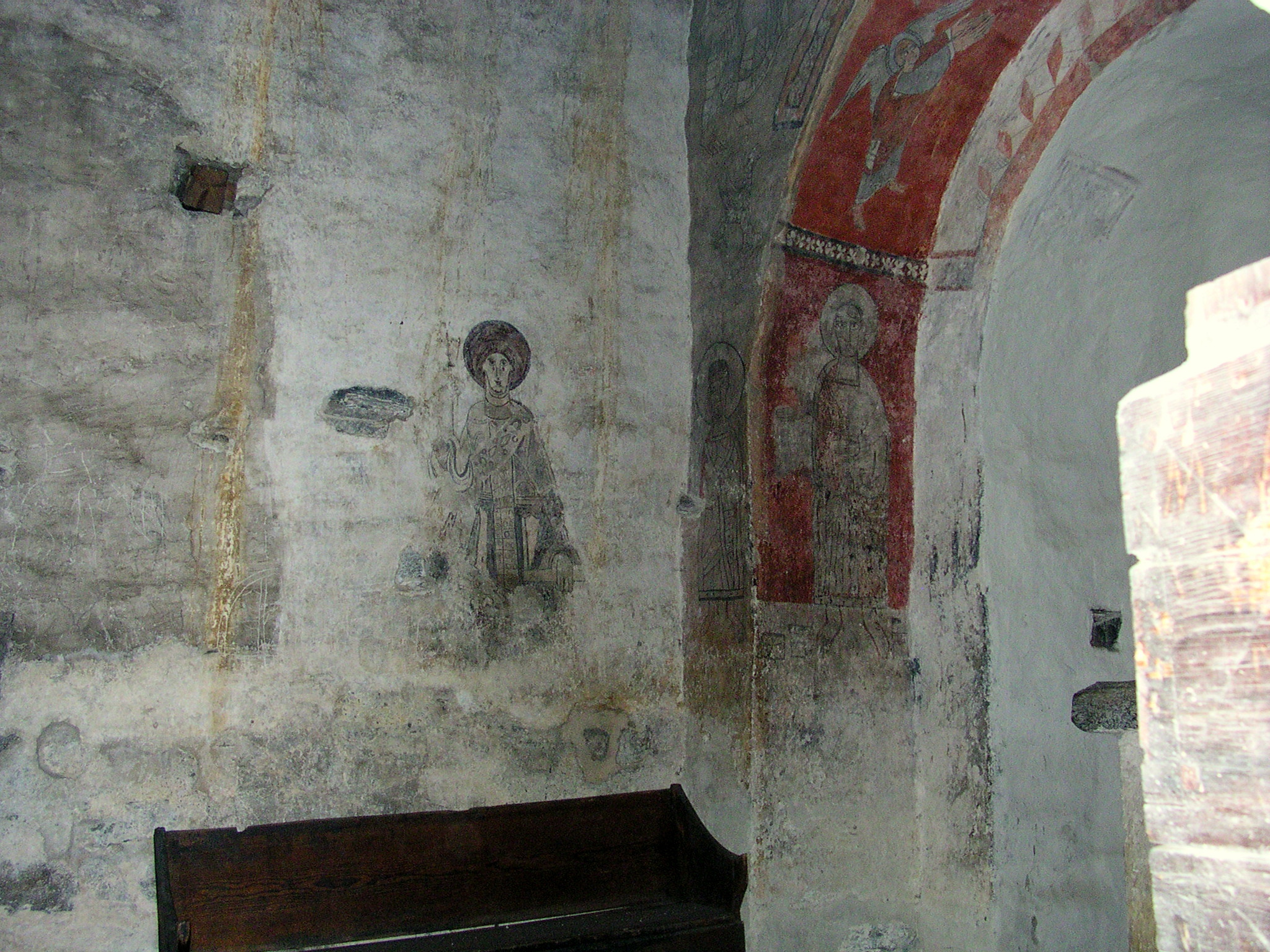
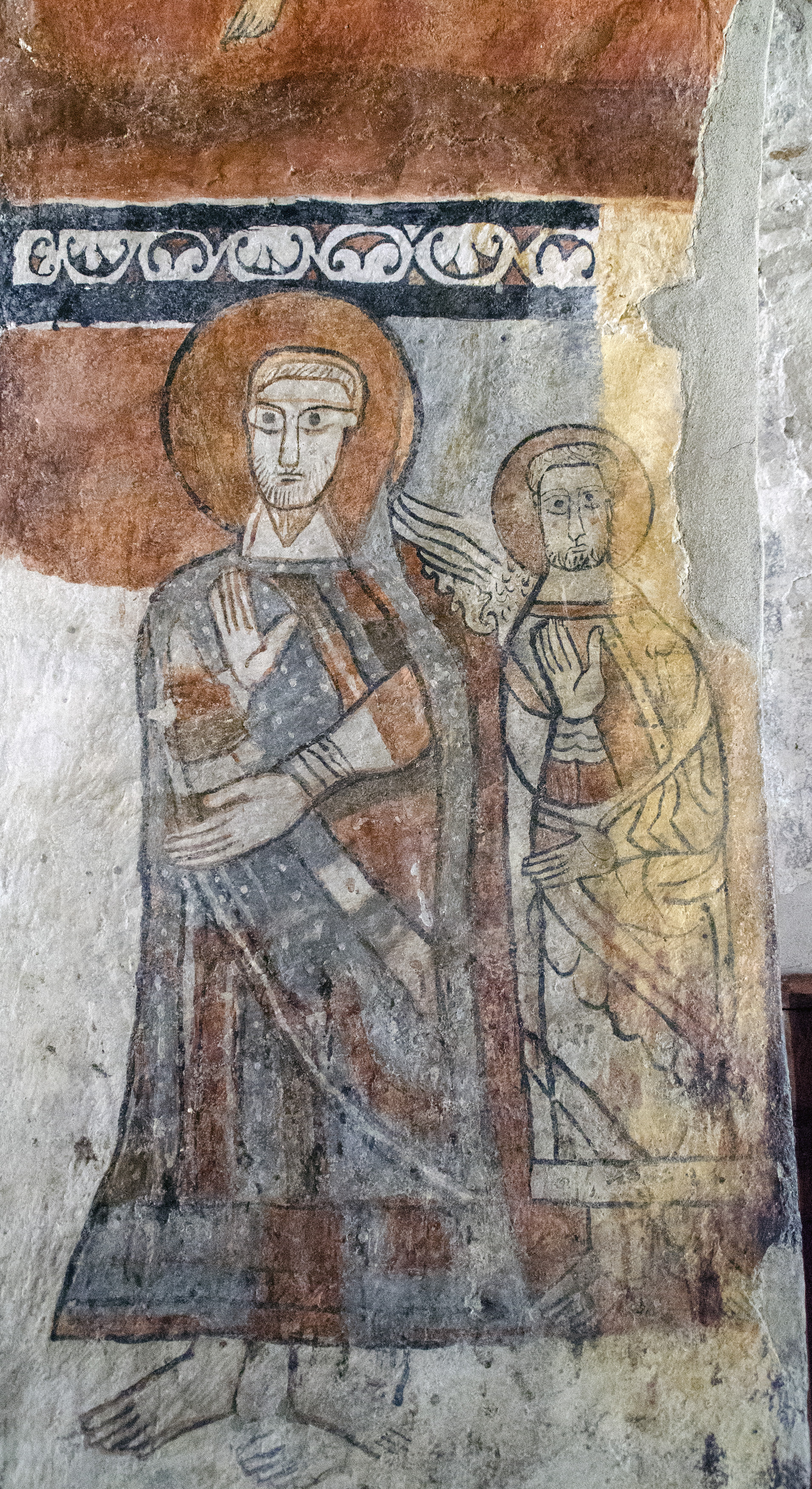
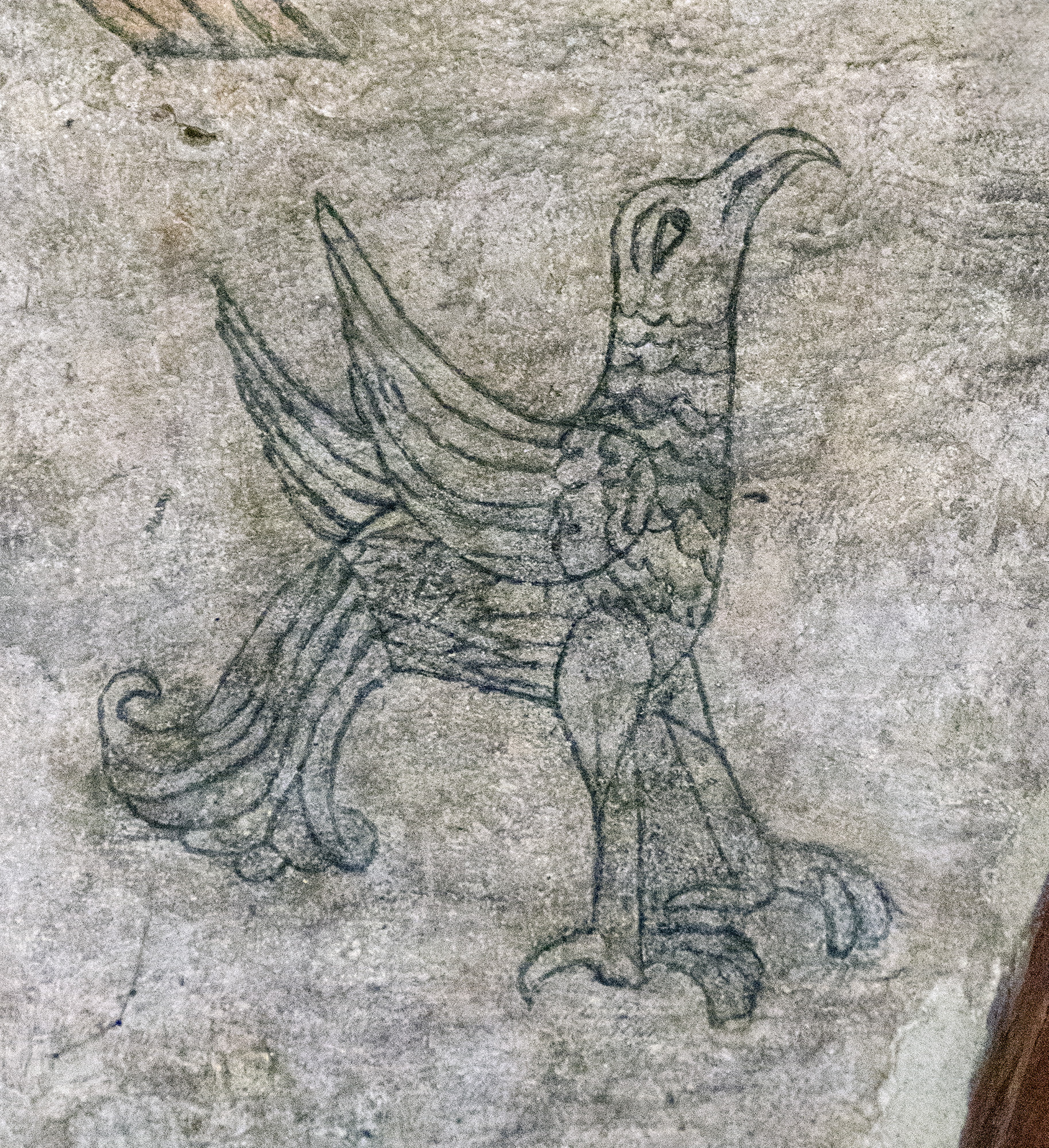